# Veículo aquático pessoal

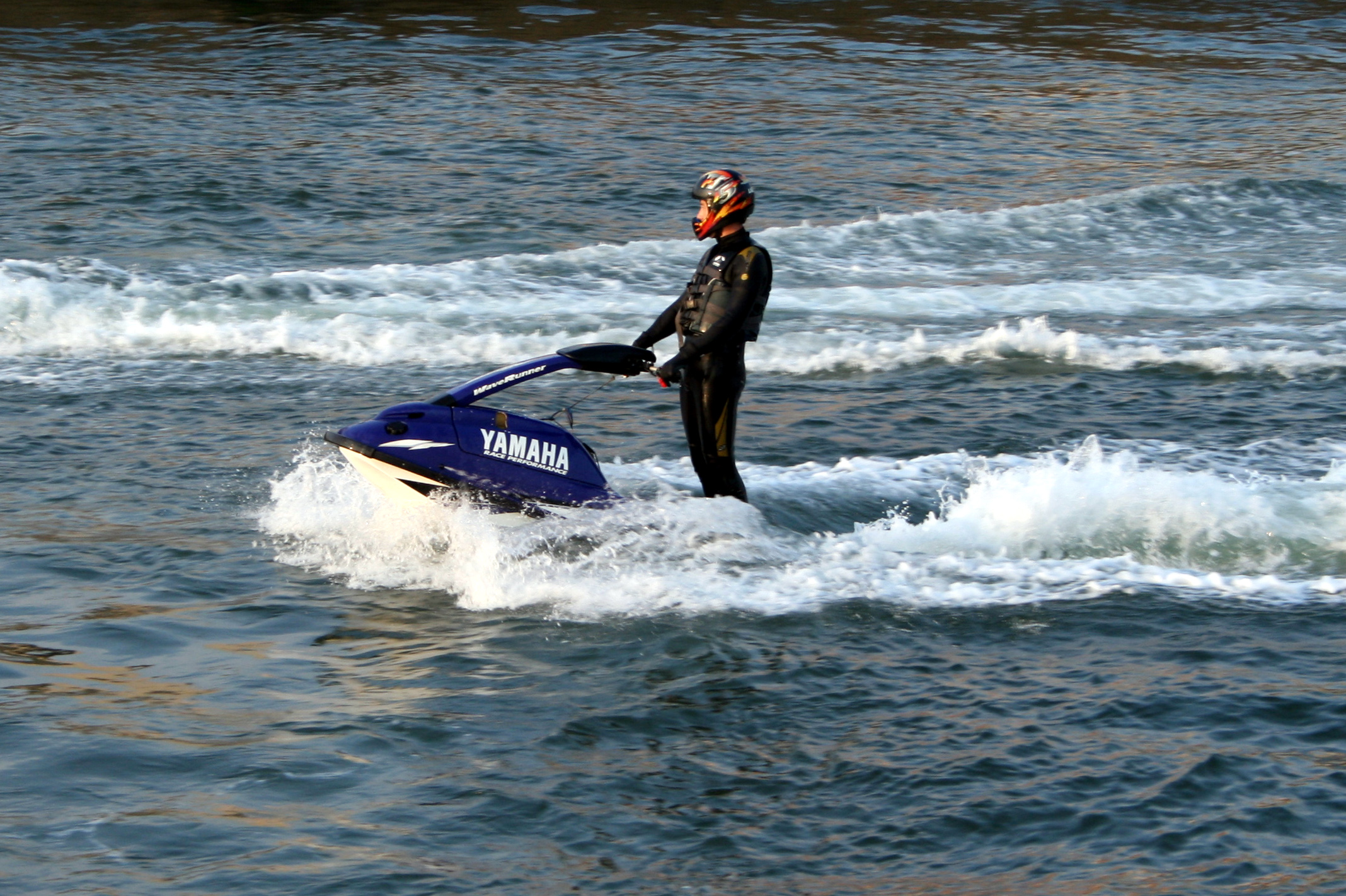
Veículo aquático pessoal tripulado por um usuário

Um veículo aquático pessoal, conhecido também por jet ski, moto aquática (português brasileiro) ou mota de água (português europeu), é um meio de transporte aquático utilizado tanto em competições desportivas como para fins de lazer. O termo jet ski advém da marca registrada desenvolvida e fabricada pela empresa japonesa Kawasaki Heavy Industries.

## Descrição

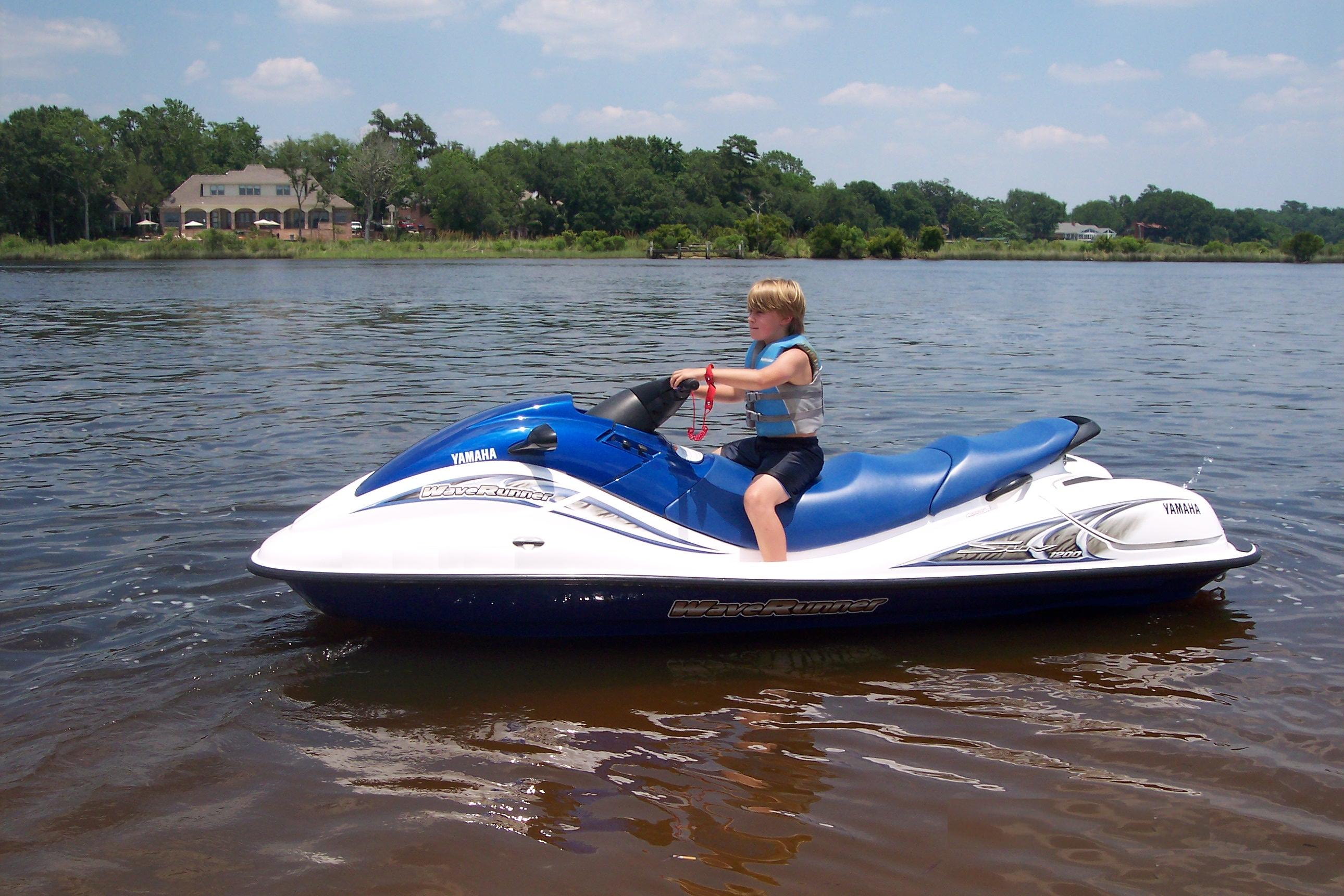
Veículo aquático pessoal com quatro lugares

Geralmente, este veículo apresenta capacidade para duas ou três pessoas (existem modelos para quatro pessoas), com potência de até 310 HP. Provavelmente, o primeiro modelo com essas características foi desenvolvido pela Vincent Motorcycles Company, de  Stevenage, Inglaterra. Em 1955, foi produzido um modelo dotado de fibra de vidro, chamado de Amanda Water Scooter, desenvolvido por uma pequena indústria. A companhia enfrentou problemas financeiros e encerrou suas atividades ainda em 1955. Essas foram as primeiras embarcações a usar fibra de vidro em seu projeto para resolver problemas de peso e aerodinâmica.
Como uma pequena embarcação, esta moto aquática não possui  leme, sendo o direcionamento realizado através de jatos propulsores. Desse modo, só é possível virar quando há aceleração.

## Denominação

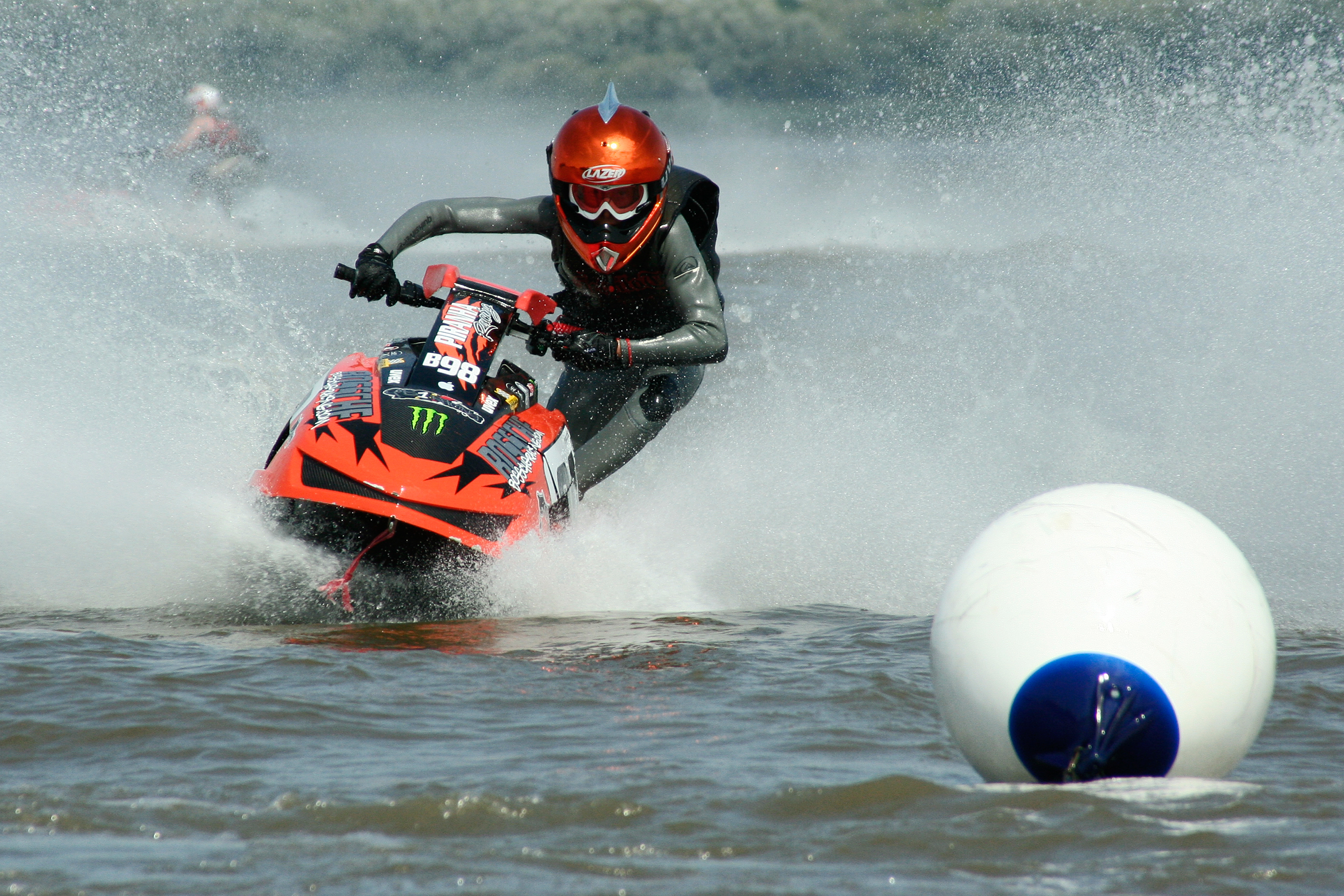
Competidor no campeonato alemão de corrida de veículo aquático pessoal

Em fevereiro de 2012, a Kawasaki, fabricante das motos aquáticas da marca "Jet ski", novamente reclamou publicamente na mídia sobre o uso indevido e genérico no Brasil desse termo para se referir a todas a outras motos aquáticas de marcas diversas. A partir de então, grande parte dos veículos de mídia começou a adotar a prática de se referir a essa embarcação como "moto aquática" ou "moto aquática pessoal", evitando assim eventual dano à imagem da empresa proprietária da marca.
A empresa alegou que o uso indevido de sua marca como sendo um produto genérico estaria prejudicando sua imagem em vista dos recentes acidentes ocorridos em praias brasileiras. No Brasil, a marca Jet Ski está registrada desde 1985 no Instituto Nacional de Propriedade Industrial (INPI); no mundo, desde 1973.

## Legislação
No Brasil, o condutor deve trajar colete salva-vidas, ter no mínimo 18 anos de idade e habilitação (Carteira de Habilitação de Amador – CHA) na categoria de motonauta (MTA) da Marinha. A embarcação, por sua vez, tem de estar registrada numa capitania dos portos ou delegacia regional para poder obter a licença de tráfego.
Teoricamente, é proibido pilotar um jet ski a menos de 100 metros da praia, entretanto a fiscalização nas praias brasileiras não restringe a distância mínima, por isso é normal acidentes em praias, muitas vezes fatais.